# Akihiro Ienaga
Akihiro Ienaga (jap. 家長 昭博, Ienaga Akihiro; * 13. Juni 1986 in Nagaokakyō) ist ein japanischer Fußballspieler.

## Karriere

### Verein
Ienaga begann seine Karriere bei Gamba Osaka, wo er ab 2004 zum Profikader gehörte. Für die Spielzeiten 2008 und 2009 wurde er an den J.-League-Konkurrenten Ōita Trinita ausgeliehen. Nach dem Abstieg von Ōita Trinita aus der ersten Liga wurde er für die Saison 2010 an den Aufsteiger Cerezo Osaka verliehen. Im Januar 2011 verließ er Gamba Osaka endgültig und wechselte zum RCD Mallorca. Dort konnte Ienaga allerdings nur schwer Fuß fassen und verbrachte das Jahr 2012 komplett in seiner Heimat, jeweils leihweise bei Ulsan Hyundai FC und seinem früheren Arbeitgeber Gamba Osaka.
Am 9. Dezember 2023 stand er mit Frontale im Finale des japanischen Pokals. Hier besiegte man Kashiwa Reysol mit 8:7 im Elfmeterschießen. Am 3. Mai 2025 stand er mit Frontale im Finale der AFC Champions League Elite. Hier musste man sich jedoch dem saudi-arabischen Vertreter al-Ahli mit 2:0 geschlagen geben.

### Nationalmannschaft
Ienaga debütierte am 24. März 2007 beim Länderspiel gegen Peru in der japanischen Fußballnationalmannschaft.

## Erfolge
Kawasaki Frontale
- Japanischer Meister: 2018, 2020, 2021
- Japanischer Ligapokalsieger: 2019
- Japanischer Pokalsieger: 2020, 2023
- Japanischer Supercup-Sieger: 2019, 2021
- AFC Champions League Elite-Finalist: 2024/25

## Auszeichnungen
- J. League Fußballer des Jahres: 2018